# 귀위크 칸
귀위크 칸 또는 구유크 칸(몽골어: ᠭᠦᠶᠦᠭ
ᠬᠠᠨ Güyüg Qan, 키릴 문자:Гүюг хаан, 貴由 汗, 1206년 3월 19일(음력 2월 9일) ~ 1248년 4월 20일(음력 3월 25일))은 몽골 제국의 3대 칸으로 1246년부터 1248년까지 재위에 있었다. 칭기스 칸의 손자이자 우구데이 카안의 장남이었다. 원조비사에는 고여극(古余克)으로 나타난다. 휘는 보르지긴 귀위크 또는 구유크, 묘호는 정종(定宗), 시호는 간평황제(简平皇帝)이다. 겁이 많고 힘이 약하였으나, 머리가 뛰어나게 좋아 정치면에서는 뛰어난 기량을 보였다.

## 시호
귀위크 칸은 카안이라고 칭해졌던 경우도 보인다. 예를 들어 회력 646년(1248년경) 그루지야 지방에서 다비드 5세가 주조한 은화(dirham)에 Gūyūg Qā’ān이라는 글이 새겨져 있다는 사실이 보고된 바 있다. 또한 동시대의 라틴어 자료에서도 귀위크는 chaam이라고 표기되었는데, 이 역시 카안을 나타낸 것으로 추측된다.
1236년부터 바투 칸의 몽골의 서방 원정에 출정, 킵차크, 알란, 카프카스 지역과 러시아 공국들의 공략에 참여했다. 그러나 킵차크 한국의 바투 칸과 갈등하다 1240년 오고타이 칸의 명령으로 회군했다. 1241년 아버지 오고타이 카안의 급서 이후 모후 퇴레게네 카툰의 책략으로, 후계자로 내정된 시레문, 잠재적 후보군 몽케를 제치고 1246년 8월 24일 몽골의 대칸이 되었다. 그해 10월 친정하였고, 자신을 대칸으로 인정하지 않는 바투와 갈등했다. 1248년 4월 바투를 정벌하러 가던 길에 비쉬발리크에서 갑자기 사망했다.
아버지 오고타이 카안은 생전에 카안이라 칭했지만, 그는 카안의 칭호가 아버지 오고타이만의 칭호라고 생각하여 카안이라 하지 않고 스스로 칸 칭호만을 자칭했다.

## 생애

### 어린 시절
귀위크는 외게데이 카안과 그의 6번째 부인 퇴레게네 카툰의 사이에서 장자로 태어나 메르키트 부의 오굴 카미시 카툰과 결혼했다. 우구데이는 대칸으로 즉위한 뒤에 자신의 영지인 중앙아시아 Emil-Qobuq 지역을 귀위크에게 줬다. 이름은 귀위크 혹은 구유크 인데, 한자로는 구육이다. 원조비사에는 그의 이름을 고여극(古余克)으로 기록하고 있다. 발하슈 호 근처의 에밀 코보쿠 지방 역시 그의 영지였다.
아버지 오고타이 카안은 즉위 전에 자신에게 부여되었던 발하슈 호 근처의 에밀 코보쿠 지방을 구유크에게 양도하였다. 후일 쿠빌라이 카안은 그를 황제로 추존하였으나, 정통으로 보았는지는 의문이다. 쿠빌라이 카안은 1243년 4월 2일 둘째 아들 친킴을 태자로 책봉하면서 칭기즈 칸이 적통인 오고타이에게 계통을 주었다고 하였지만 이후의 군주들은 언급하지 않았다.어머니는 퇴레게네 카툰((Түүний)으로 투라키나(Туракина), 투르칸(Турхан) 등으로도 부르며 메르키트부 출신이었으나, 일설에는 나이만족 출신이라는 설이 있다.
귀위크는 일찍부터 성격이 억세고, 거칠고, 고집이 세고 완고했으나, 겁이 많고, 건강은 병약했다 한다. 풍채있고 수려한 외모였다. 엄격하고 지적이고 총명한 성격이었으나, 다소 음침하고 칙칙하다는 평을 들었다. 병약하고 신경질적이라는 평도 있다. 러시아측 기록에는 귀유크는 사악하고 거만하며, 러시아 귀족들은 귀유크에 대해 불신을 품었다 한다. 라시드 웃딘은 그가 엄격한 성품이라 평했다. 후일 귀위크의 즉위를 지켜본 카르피니는 그의 풍모에 대해 중간 정도의 키에 체구인 그는 현명하고, 신중하고, 매우 교활해 보였다. 심술궂다, 진지해 보였고, 태도가 매우 근엄하였다, 침착하다, 거만하다는 평을 남겼다. 그는 좀처럼 웃거나 즐겁게 노는 모습을 보이지 않았다고 한다.
아버지 우구데이 카안은 그의 이복 형제들을 후계자로 내정했고, 귀위크 역시 별로 개의치 않았다. 그러나 어머니 퇴레게네 카툰은 그를 차기 카안으로 옹립하려 했다.
유럽의 기독교 신자들이 이단으로 여겼던 동방의 기독교 교파 네스토리우스교(경교)에 큰 영향을 받아, 일찍부터 귀위크는 경교 계통 그리스도교 자문관들을 적극 신임하고, 자문을 구했다.

### 소년기

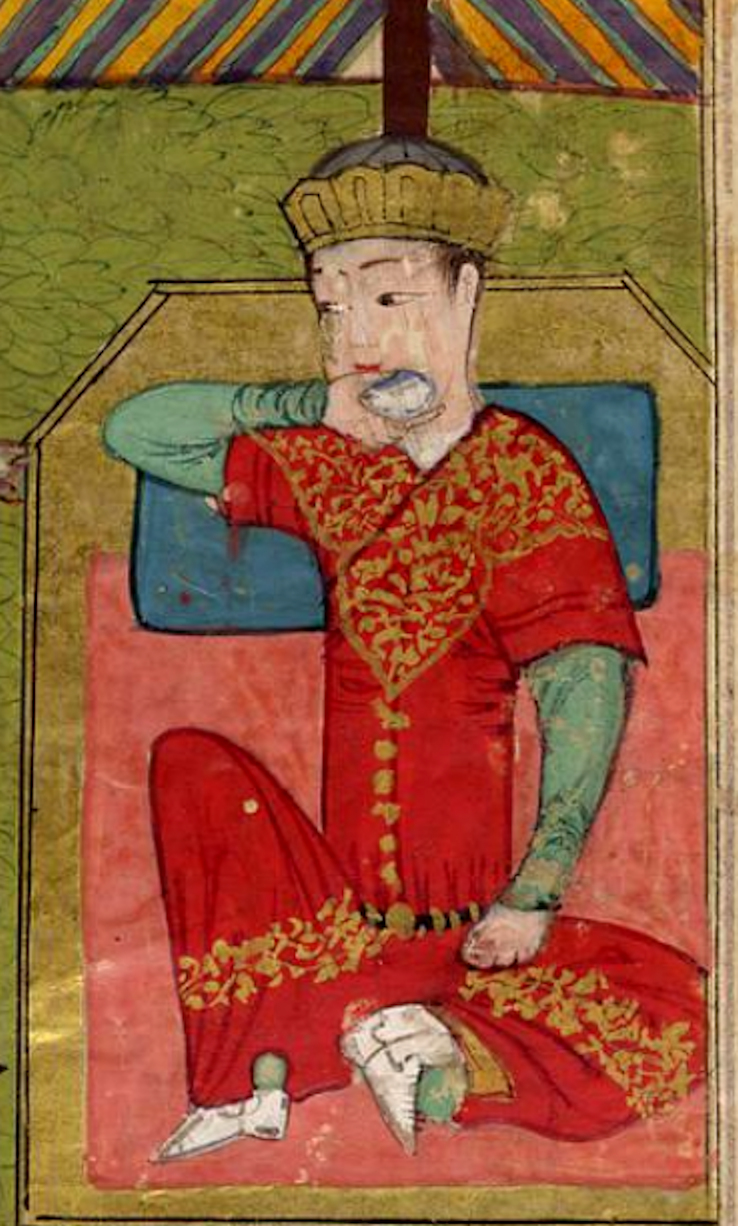
귀유크 칸
(1438년 작, 아타 말릭 주베이니의 세계 정복자의 역사 삽입 부분)

귀위크는 칭기즈 칸이 생존해 있을 때부터 몽골군 장수로 활동했다. 뒤에 아버지 오고타이가 칸에 오른 뒤에도 계속 몽골 군의 소 부대를 지휘했다. 오고타이 칸은 귀위크 대신 쿠추와 카시를 후계자로 봤고, 쿠추가 남송 전쟁에서 죽고, 카시도 일찍 죽어 쿠추의 아들 시레문을 사후 후계자로 내정했다. 오고타이 칸은 툴루이의 아들 몽케도 잠재적인 후계자로 보고 있었다. 그러나 구유크는 어머니 퇴레게네 카툰의 끈질긴 천거와 책략으로 후계자 자리에 오르게 된다. 귀위크의 어머니 퇴레게네 카툰은 오고타이 칸에게 귀위크를 후계자로 정할 것을 여러번 요구했지만, 오고타이 칸은 살아생전 이 요구를 모두 거절하였다.
귀유크는 일찍부터 술을 좋아했는데, 잘못된 음주 습관은 그의 건강, 체력을 급격히 악화시켰다. 귀위크는 초기에 금나라 원정에 참여, 금나라의 황족 친왕 수 명을 사로잡기도 했다.
1229년 봄과 그해 여름의 쿠릴타이에서 삼촌 차가타이가 아버지 오고타이를 적극 지지했다. 아버지 오고타이는 몽골 제국의 대칸으로 취임한 뒤, 귀위크를 차가타이의 궁정에 보내 그를 돕게 하였다. 1232년 삼촌 툴루이 칸의 사후, 그의 아버지 오고타이는 툴루이의 미망인 소르칵타니 베키를 귀위크와 결혼시키려 했다. 그러나 소르칵타니 베키는 자신은 자신의 아들들을 책임져야 된다며 거절하였다. 1232년 오고타이 카안의 명령으로 금나라 원정에 참전했다. 1233년에는 여진족 포선만노가 랴오둥반도에 세운 대진국을 정복하는 일에 참여하였다. 이후 여진족 거주지 동부 지역까지 진출하였다.
외게데이는 1234년부터 시작된 몽골 제국의 루스 원정에 귀위크를 보냈다. 주치의 차남 바투는 주치 가문과 차가타이 가문에서 차출된 좌익군의 지휘관이자 원정의 총사령관이었고, 귀위크는 외게데이 가문과 툴루이 가문에서 차출된 우익군의 지휘관이었다. 귀위크는 몽케 등과 함께 군사를 이끌고 중앙아시아로 갔다.

### 청년기

#### 어머니의 대칸 추대 운동
라시드 웃딘의 집사 중 오고타이 칸기에 의하면 그의 아버지 오고타이 칸은 생전 처음 황후 보라크친에게서 얻은 셋째 아들 쿠추를 후계자로 결정했다. 몽골의 남송 원정에서 코단이 우익 세력으로 쓰촨성의 청두에 입성, 산시성 방면을 점령하고 중군을 이끄는 쿠추도 허난에서 후난에 침공하여 조양(棗陽) 방면까지 차지했다. 그러나 쿠추는 1236년 11월에 호광 방면의 전선에 출정했다가 이듬해 2월 전사했다. 아버지 오고타이 칸이 총애하던 다른 아들 카시 역시 술을 좋아하다가 일찍 사망했다.
쿠추와 카시가 모두 요절했지만 아버지 오고타이 칸은 귀위크를 후계자로 정하지 않았다. 그는 개의치 않았다. 아버지 오고타이 칸은 툴루이의 아들 몽케를 잠재적인 후계자로 낙점해두기도 했다.
그의 아버지 오고타이 칸은 쿠추의 장남 시레문을 총애하여 자신의 후계자로 궁중에서 양육했다. 어머니 퇴레게네 카툰은 오고타이에게 자신의 아들 귀위크를 후계자로 정할 것을, 요구했지만, 오고타이 칸은 이 요구를 여러번 거부하였다. 그러나 퇴레게네 카툰은 오고타이 몰래 돈과 금을 주어 시레문 대신 귀위크를 추대하도록 여러 몽골 부족장들을 설득하였다. 시레문이 미성년자라는 것이 이유였다.

#### 러시아, 동유럽 원정과 회군
1235년 초봄, 외게데이 칸은 카라코람을 수도로 정하고, 아울러 쿠릴타이를 다시 소집, 이 때의 쿠릴타이에서 주치 가문의 장손 바투를 총사령관으로하는 유럽 원정군, 귀위크의 세 동생 쿠츄, 코단 등을 총사령관과 하는 남송 원정군을 편성했으며, 고려에도 정벌군을 파견하기로 결정하였다. 귀위크 칸은 우구데이 가문을 대표해 바투의 서방 원정에 종군, 출정하였다.
귀위크는 1236년 가을 서방 원정군에 합류하여 바투, 툴루이가문의 장남 몽케와 차가타이 가문의 부리 등과 함께 루시 원정에서 활약했다. 1237년 12월 16일 ~ 21일에는 리아잔 공략전에 참여했고, 1237년 12월 –1238년 1월 콜롬나 전투에 참여했다. 1239년에는 귀위크는 몽케와 함께 알라니족과의 전투에서 승리를 거두었다. 1239년 말/ 1240년 초에는 툴루이의 장남인 몽케 칸과 함께 아스인들의 거점인 메게스를 점령했다. 1240년 겨울에는 키예프 공성전에도 참여했으며, 1241년 4월 11일 모히 전투에 참가했다. 귀위크가 이끄는 군대는 랴잔 함락 작전에 참여했고, 코단의 콜롬나 전투에도 병력 일부를 지원했다.
그러나, 이 원정의 과정에서 귀위크와 바투의 사이가 벌어졌다. 귀위크는 바투 형제들의 실책을 보고 그들의 지휘 능력, 특히 바투의 역량을 불신했다. 귀위크는 바투에게, 바투는 화살통을 들고 다니는 늙은 여자일 뿐이라고 조롱했다. 몽골 장수들이 모인데서 공개 모욕을 당한 바투는 격분했고, 이는 몽골 본국에 알려졌다. 이를 알게 된 우구데이는 귀위크와 몽케에게 있던 우익군의 지위를 카단과 부첵에게 맡기고 돌아오라고 명령했다. 바투는 이들을 위해 티서강(티사강)과 도나우강 강변에서 이별연을 열었는데, 이 자리에서 귀위크는 전쟁에서의 바투의 소극적 태도를 비난했다. 몽골비사에 의하면 우구데이는 다시 서신을 보내 '...(이하 중략)... 너는 너의 주인(바투를 말한다.)이 러시아인과 킵차크를 정복하는 동안 그는 러시아인이나 킵차크인을 한 명도 제대로 붙잡지 못했고 염소 발굽도 얻지 못하지 않았느냐'며 속히 돌아오라고 책망하였다. 귀위크는 1240년 가을에 회군을 시작했다.
1240년 키예프를 점령한 직후 승전 축하연에서 총사령관 바투가 건배를 제의하고 술을 마시자, 귀위크는 자신이 칸의 아들이라며 자신이 먼저 건배 제의를 해야 한다, 혹은 자신이 먼저 잔을 들어야 한다고 이의를 제기했다. 이는 곧 언쟁으로 이어졌고, 이는 우구데이 카안에게 보고되었다. 우구데이는 그가 카안의 아들이라는 지위를 이용해서 자신의 주군, 형을 능멸했다며 분개했다. 우구데이 카안이 바투를 지지하자 불만을 품고, 전쟁 도중 자신의 병력을 슬그머니 뒤로 빼거나 지원을 주저하였다. 이는 그대로 우구데이 카안에게 보고되었다.
한번은 원정 도중 차가타이 가문의 부리가 바투를 공격했고, 귀위크는 이를 관망했다. 한번은 술좌석에서 귀위크가 바투를 비웃다가 시비가 붙기 직전까지 갔다. 원조비사와 집사(集史)에 따르면, 원정 중 차가타이 가문의 부리가 주치계열 왕자들과 말다툼을 벌인다. 이때 귀위크도 부리에 동조했다 한다. 원조비사에 의하면 전투 중의 상황을 보고받은 오고타이 칸은 분노했고, 귀위크를 해임, 본국에 소환을 명령했다. 오고타이 칸은 사자를 통해 서신을 보내 귀위크를 질책, 바투의 지시를 따르지 않은 것과, 바투는 총사령관으로서 구유크의 상급자라는 점을 명시하고, 서방 원정대에서 한 일이 무엇이냐며 추궁했다. 집사(集史)에 의하면 귀위크가 귀환하면서 몽케도 같이 몽골로 돌아갔다 한다.

#### 회군 이후
귀위크가 아직 회군 길이던 1241년 12월, 우구데이는 카라코룸에서 알콜중독으로 죽었으며 당시 몽골 제국의 칸들이 모두 부재 중이었는데, 이 틈에 우구데이의 친 숙부이자 칭기즈 칸의 동복 막내아우이며 73세 고령의 옷치킨 테무게가 군사를 이끌고 우구데이의 오르두로 접근했다. 그의 목적은 선제의 유해와 그의 부인들을 방패삼아 정권을 잡자는 것이었다. 그러나 마침 귀위크가 에밀에 도착했다는 소식으로, 테무게는 자신의 영지로 돌아갔다. 귀위크는 바로 카라코룸으로 가지 않고 칭기즈 칸이 오고타이 칸에게 영지로 준 땅 중, 에르키스 강과 타르바가타이 산맥 근처의 에밀(현재의 신장 위구르 자치구 타르바가타이 주 어민현 또는 더얼번징(Дөрвөлжин))에 잠깐 체류했다.
퇴레게네 카툰은 오고타이 칸이 지명한 시레문이 아직 나이가 너무 어리며, 귀위크가 오고타이 칸의 장남이자 후계자로 적임자라며 몽골 귀족, 왕공족과 정복지의 귀족들을 면담, 서신을 통해 설득했다. 한때 코단도 오고타이 칸의 후계자의 물망에 오르내리기도 했으나, 감숙성(甘肅省)에서 티베트와 사천성(四川省) 원정 군대를 이끌고 있었다.
우구데이의 오르두를 장악한 것은 퇴레게네였다. 그녀는 장남 귀위크를 남편 우구데이가 남긴 대칸 위로 세우고자 했으나, 동유럽 원정에서 서로 갈등했던 바투의 방해로 쿠릴타이 개최는 계속 미뤄졌다. 하지만 퇴레게네의 공작은 성공했으며 1244년 봄 달란다바스에서 열린 쿠릴타이에 참석한 몽골의 칸 들은 귀위크의 즉위를 합의했다. 바투는 귀위크와 사이가 좋지 않았고, 툴루이의 처 소르칵타니 베키와 수시로 연락을 주고받았다. 바투는 몽케를 추대하려 했으나 불가능하다고 판단되자, 수단과 방법을 동원해 쿠릴타이를 지연시켰다.

### 대칸 재위

#### 칸위 계승 과정

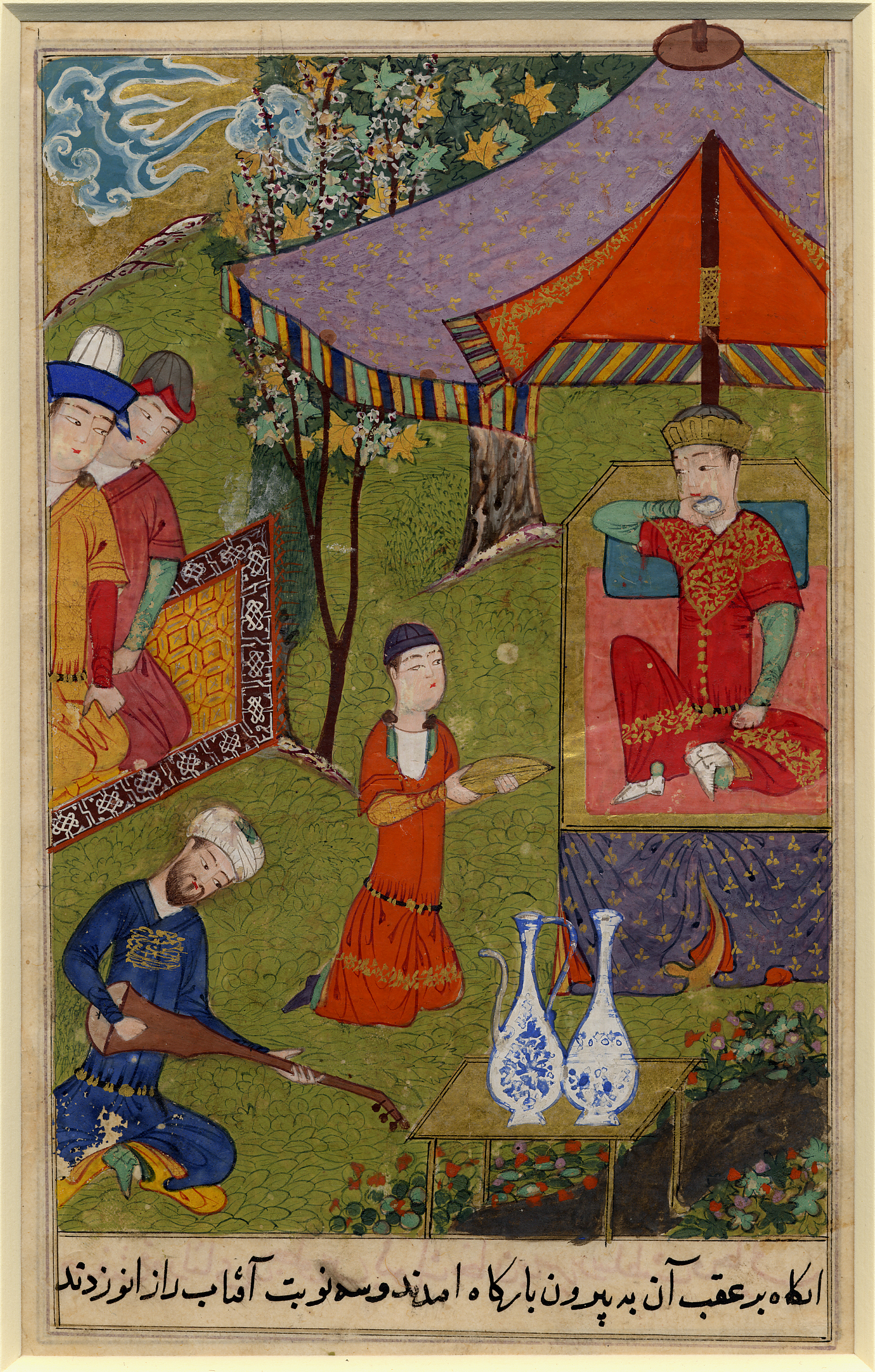
귀위크 칸의 즉위식

퇴레게네는 시레문이 아직 어리다는 이유로 시레문의 계승권을 인정하지 않았고, 쿠릴타이에서 귀위크가 선출되도록 몽골의 제부족장, 왕공들을 꾸준히 설득하였다. 퇴레게네는 몽골 귀족과 부족장들, 정복지 지도자 등을 대상으로 귀위크가 정복 전쟁에 적극 참여한 것, 귀위크가 오고타이 칸의 장남이며 적임자라며 설득과 위협, 책략, 뇌물 등 다양한 작전을 펼쳤다.
킵차크 한국의 바투는 귀위크와 퇴레게네를 싫어하여 쿠릴타이 소집 참여를 거부하고, 계속 가문의 장로인 바투가 불참한 채 후계자를 결정할 수 없다며 쿠릴타이를 반대하는 몽골 부족장들의 항의도 계속되어, 당분간 쿠릴타이를 개최하지 못했다. 그러나 곧 퇴레게네에 의해 쿠릴타이의 개최는 강행되었다. 바투는 불가불 동의했으나 즉위식에는 병환을 핑계로 불참, 손위 형인 오르다를 비롯한 형제들을 대신 보냈다.
여러번 열린 쿠릴타이에서 오고타이 카안의 후손으로 차기 대칸을 세우기로 정해졌으나, 퇴레게네 카툰의 책략으로 귀위크가 최종 선택된다. 그의 대칸 선출은 킵차크 한국의 군주이며 당시 러시아에 체류 중이던 바투를 매우 화나게 했다.
귀위크는 1245년 8월 막북 코코 나우루에서 열린 쿠릴타이에서 대칸으로 정해졌다. 그러나 몽골 부족장들과 조정 중신들은 오고타이 칸이 생전 후계자로 지정한 인물의 존재를 들어 반대하였다. 또한 주치 칸의 아들인 바투 역시 귀유크의 즉위를 강하게 반대하였다. 1245년 말 귀위크의 즉위가 유럽에 알려지자, 교황 인노첸시오 4세는 카르피니를 파견, 리옹을 출발하고 유럽 각국에서도 사절을 파견했다.

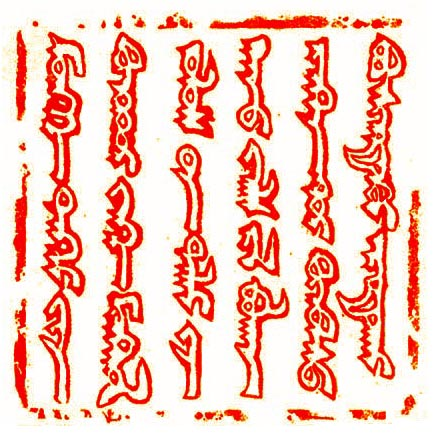
1246년 로마 교황 인노켄티우스 4세에게 보낸 서한

1246년 1월 우구데이 칸이 보낸 남송(南宋) 정벌군 총사령관이며 금나라 출신 투항 장군 장유(張柔)가 카라코룸으로 와, 남송 원정 상황을 보고받았다.
1246년 할아버지 칭기즈 칸의 동생 테무게 옷치킨이 쿠릴타이 없이 대칸 자리를 탈취하려 시도했다. 그러나 퇴레게네 카툰의 강한 반발로 무산되었고, 귀위크는 몽골의 황제 자리에 자신 외의 인물이 오르는 것을 결코 용납하지 않겠다며 병력을 이끌고 테무게 옷치킨을 공격하려 했다. 테무게는 자신의 세력이 부족한 것을 알고 오고타이 카안의 죽음을 애도하러 왔다고 둘러대며 장례 의식을 마친 후 물러났다. 귀위크가 돌아온 뒤 테무게의 부하 장군들은 전원 체포, 사형당했다. 테무게도 곧 사망한다. 귀위크는 테무게에게 부여된 옷치킨(화로의 수호자라는 지위)를 바투 칸의 형 오르다와, 몽케에게 나누어서 수여하려 했다.

#### 즉위

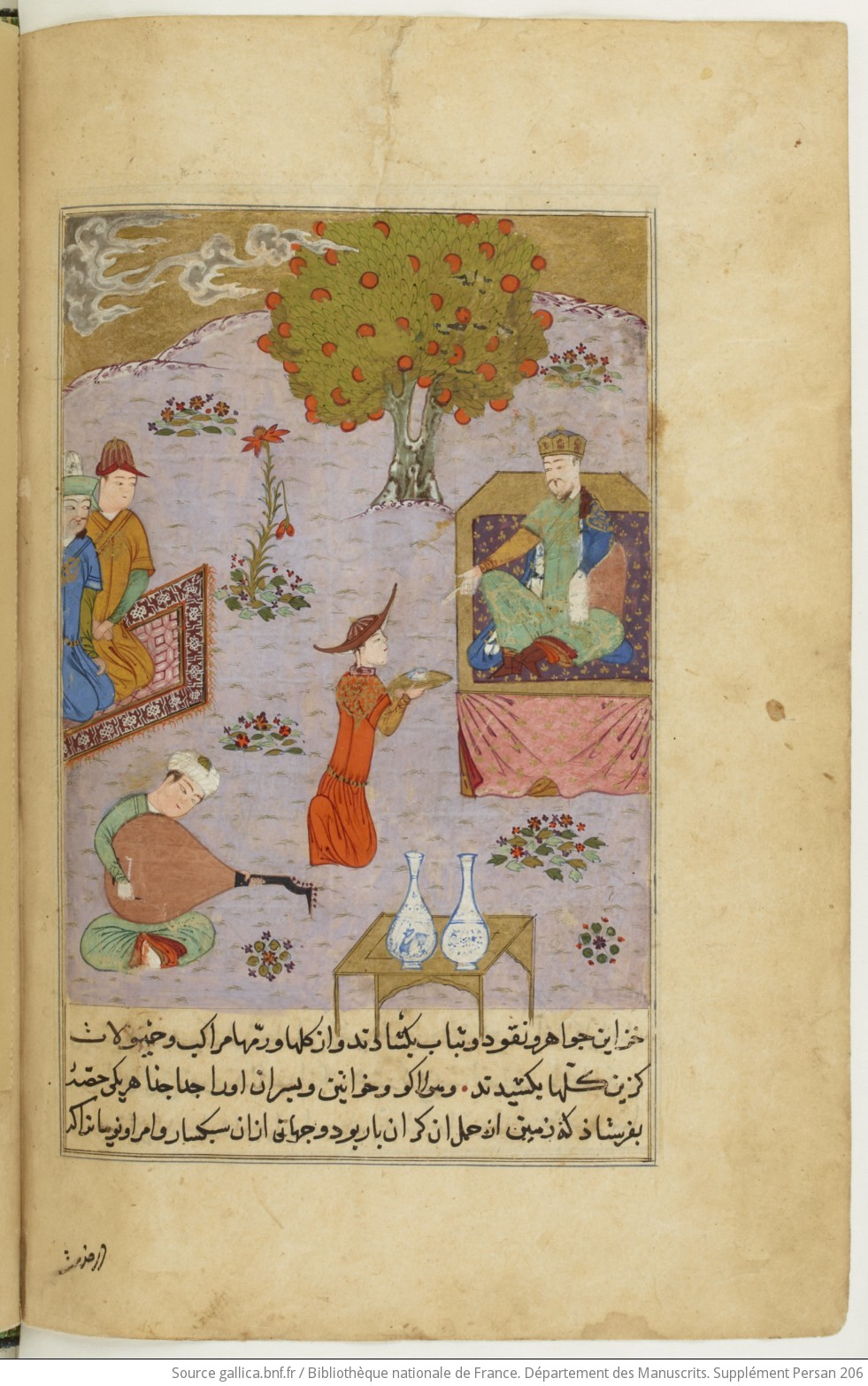
축제 때의 귀위크 칸
(1438년 작, 아타 말릭 주베이니의 세계 정복자의 역사 삽입 부분)

1246년 8월 24일에 오르홍강 상류 카라코룸 근처 우르멕투에서 대칸으로 즉위했다. 경축 사절단으로 조지아 왕국의 왕위 계승자 다비드 나린과 다비드 라샤, 블라디미르의 대공 야로슬라브 2세, 킬리키아의 아르메니아 왕국의 왕 헤툼 1세와 그의 동생이자 원수(元帥)인 셈파드, 후일 룸 술탄국의 술탄이 된 킬리츠 아르슬란 4세, 케르만의 아타벡들의 사절, 바그다드 칼리프의 사절, 그리고 교황 인노첸시오 4세의 사절로 델 카르피네가 찾아왔다.
이탈리아에서 온 교황의 사절 피아노 델 카르피네(Piano del Carpini)에 의하면 타미르강 안의 오고타이 칸의 궁전 만안궁에서 열린 구유크칸의 즉위식이 열렸다 한다. 카르피니는 자신의 저서 몽골사에서 "선홍색 대형 천막이 세워졌고, 그크기가 얼마나 컸는지 2000명이 넘는 사람들이 모두 다 들어갈 수 있었다."고 기록했다. 델 카르피네에 의하면 왕궁 주변에 "약 2천여개의 천막이 세워졌다"며, 또한 약 4천여 명의 사절단이 참석했다. ...(이하 중략)... 대형 천막의 주위에는 화려하게 장식된 목재 방책이 세워졌다." 한다. 교황 인노첸시오 4세는 서신에서 몽골인이 기독교로 개종할 것을 권고했고, 이를 읽은 귀위크는 "교황과 기독교인이 몽골에 복종하지 않으면, 전쟁을 원하는 것으로 간주하겠다"는 답을 주었다. 구유크가 보낸 서신의 페르시아어 번역본은 후일 바티칸 도서관에 보존되어 있다.
일설에는 귀위크의 즉위 장소는 옹기 강변 옹긴숨의 시라 오르두라는 설도 있다. 이들 유럽의 사절들은 귀위크 칸의 답신을 전달받고 1247년 귀국한다. 델 카르피네는 1246년 8월부터 9월까지 체류한 뒤, 구유크의 편지서신을 들고 바티칸으로 돌아간다. 귀위크 칸이 즉위할 때 몽골의 종실과 대신들은 귀유크가 모자를 벗고 황금 어좌에 오르자, 대칸이라고 외쳤다. 이때 주치 가문의 바투는 귀위크의 즉위식 참석을 거부했다. 바투는 귀위크에 대한 충성 맹약도 역시 거절했다. 귀위크는 스스로를 카안이 아니라 칸이라고 지칭했는데, 카안이라는 호칭은 아버지 오고타이만의 칭호라고 생각했다.
오고타이가 내정한 시레문 대신 구유크가 대칸으로 선출된 일을 두고, 툴루이계는 이의를 제기했는데 후일 툴루이의 아들 쿠빌라이, 서자 무게 등이 이 일을 언급하며 문제삼았다. 귀위크는 바투, 오르다 등 주치 가문과 계속 갈등하였다. 오고다이, 차가타이 양가 세력의 지지 기반을 다지고자 억지로 당주 지위를 고쳐 없애고, 아버지 오고타이 칸에게 후계자로 지명받았던 조카 시레문 또한 경계하고, 멀리했다.

#### 등극 직후
즉위 직후 잠시 모후 퇴레게네가 섭정을 맡아보았다. 그는 친정하려 했지만 즉위 초반의 실권은 퇴레게네 카툰에게 있었고 실권을 순순히 넘겨주지 않았다. 모후 퇴레게네는 귀위크가 즉위한지 몇 달 만인 1246년 10월에 오고타이의 영지인 에밀로 은퇴했다가 사망했다.

퇴레게네 카툰이 박해하려던 인사들은 이복동생 코단의 영지인 구 서하지역으로 망명했다. 퇴레게네 카툰은 이들을 본국으로 송환시킬 것을 지시했으나 코단은 거절했다. 이복형제 코단은 그의 어머니 퇴레게네 카툰의 측근인 이슬람 여성 파티마가 자신을 저주하려 한다고 보고해왔고, 귀위크는 이들 사이를 중재했다. 퇴레게네 카툰이 죽자 귀위크는 파티마를 처형하였다. 일설에는 퇴레게네 카툰의 생전, 그의 사망 1년 6개월 전에 귀위크가 파티마의 온 몸의 구멍을 바늘로 꿰맨 뒤에 산채로 물에 던져 죽였다는 설도 있다. 또한 퇴레게네 카툰 사망 전에, 귀위크가 파티마 등을 처형하려 하자 퇴레게네 카툰이 이에 반발, 자살하겠다고 귀위크 칸을 위협했다는 설도 있다.
오고타이 카안 시대부터 호라산 일대의 행정을 담당했으며 그때까지 살아있던 오이라트부 출신 아르군이 그의 즉위식에 입조, 구유크는 그에게 칙령과 호두패(虎頭牌)를 하사하고 호라산의 유력 지역에 궁궐과 정원을 짓게 했다.
제7차 십자군을 추진하는 교황 인노첸시오 4세는 귀위크의 1246년 대칸 즉위식에 카라코룸으로 프란치스코회의 수도사인 지오반니 다 피안 델 카르피네를 보내 무슬림에 대항하는 동맹을 맺고자 하였으나, 교황과 유럽이 모두 귀위크 칸에게 복종해야 동맹이 성립한다 라는 반응만을 받았다. 1246년 11월 귀위크는 로마 교황의 회신을 기대하고, 자신의 편지 서신을 페르시아어로 1부, 라틴어로 1부 번역하게 하여 바티칸으로 보냈다. 일각에서는 그를 정통군주로 보지 않았는데, 후대에 티무르 제국의 창립자 티무르도 귀위크를 찬탈자라고 격하했다.
그의 즉위식에 참석을 거부한 바투는 이후 몽골 제국 본국과는 독자적으로 자신의 영토를 통치하였다.

#### 친정과 통치

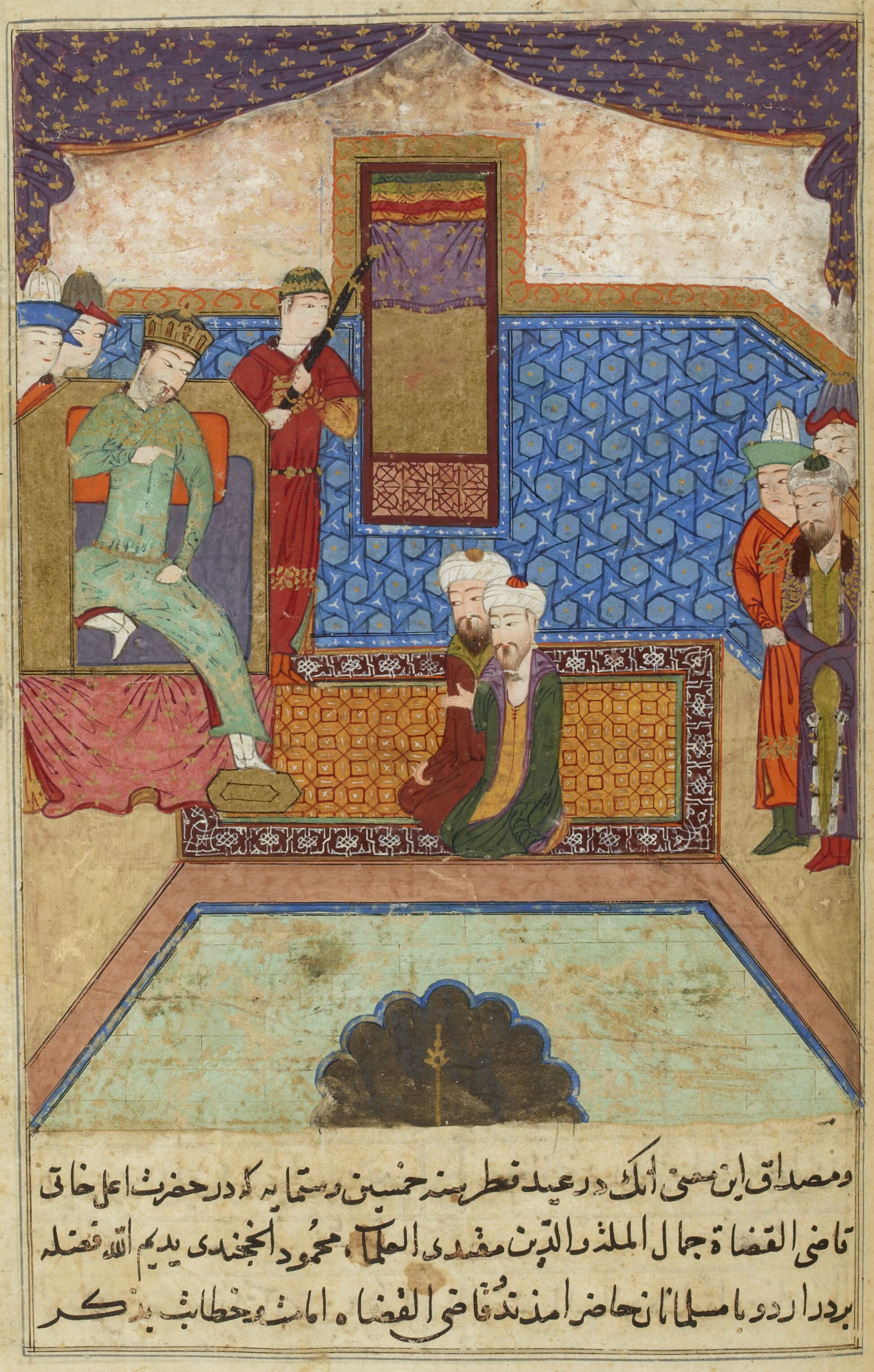
자말 알 딘 후디아디를 추궁하는 귀유크 칸
(1438년 작, 아타 말릭 주베이니의 세계 정복자의 역사 삽입 부분)

친정 선언 후 그는 퇴레게네가 섭정을 맡고 있던 동안 발표된 칙령 야루리쿠를 폐지하고, 몽골계 제 왕족들의 권력 남용을 억제하였으며, 어머니의 총애를 받고 전권을 휘두르고 있던 중신 압둘 라흐만을 부패 혐의로 처형했. 퇴레게네 섭정 당시의 법제가 일관성이 없다고 보고, 법령을 개편하는 한편 퇴레게네가 내린 칙령을 모두 취소했다. 대신 오고타이가 총애하던 마흐무드 아라와치와 친하이 등을 복직시켜 중용하였다. 또한 차가타이 울루스의 카라 훌레구를 폐하고, 그의 삼촌이자 차가타이의 다섯째 아들 예수 몽케로 임명하는 문제에도 관여했다. 그러나 귀위크는 과음으로 체력은 병약해졌고, 성격은 신경질적으로 변해갔다. 그는 술과 수족경련으로, 신하들의 보좌를 받아 정무를 처리했다.
또한 조지아 왕국의 여왕 루스단이 죽자, 조지아 왕국을 분할하여 루스단의 아들 데이비드 6세 젊은이와 루스단의 오빠이자 전전왕 조지 4세 광휘왕의 서자 데이비드 7세 장로왕을 임명하였다.
친정을 시작하면서 귀위크는 몽골 황족, 부족장들에게 대칸은 이후로 그 자신의 후손들에게만 전해져야 한다며 여기에 동의하도록 요구했고, 몽골 황족, 부족장들은 일단 이를 받아들였다. 주치 울루스의 바투는 귀위크의 즉위에 분노했으나, 그를 형식적으로는 대칸으로 인정하였다. 바투는 내심 귀위크를 불쾌히 여겨 결국 그를 칸으로 인정하기를 거부했고, 재위기간 중 귀위크와 바투의 갈등은 격화되었다.
그는 칭기스 칸이 정한, 고문 금지를 깨고 반대파에게 고문을 가하였으며, 특히 어머니 퇴레게네 카툰의 측근이자 신뢰했던 무슬림 노예 출신 여성 파티마를 고문을 가하여 몽골인들에게 충격을 주었다. 그는 중앙 집권화적 정책을 펴고, 각 왕족, 부족장들의 권한을 견제하였다. 또한 그는 즉위 직후 세금을 올려 몽골계 제부족은 물론 정복지의 주민들에게도 반감을 샀다. 즉위 이후에도 술을 과음했던 그는 종종 손과 발이 마비, 경련을 일으키기도 했다. 치세 후반에는 거의 친친카이, 야율주(耶律铸)를 비롯한 신하들에게 정무를 위임해서 처리하게 했다.
1246년 겨울 그는 마천(馬川)으로 가 노란 양을 사냥하고 돌아왔다.

#### 즉위 2년차
귀위크는 교황 이노센트 4세에게 편지를 보내, 교황이 제후들을 직접 데리고 몽골로 와서 자신에게 복종할 것을 명령했다. 해가 뜨는 곳부터 해가 지는 곳까지 몽골에게 주어진 것은 신의 뜻이며, 언젠가 너희는 몽골의 신하가 될 것이라 했다. 귀위크는 유럽의 군주들을 교황의 제후로 생각했다. 그가 바티칸에 보낸 편지는 1920년 바티칸 공문서관에서 발견되었다.
서부의 기독교도들과 킬리키아의 아르메니아 인들은 이슬람 세력에 대항하여 몽골과 중대한 동맹을 맺기를 바랐다. 킬리키아의 아르메니아 인들은 1247년과 (대칸 귀위크의 사망 이후인) 1254년에 헤툼 1세가 몽골을 방문함으로써 종속의 예를 갖추었다. 1247년 킵차크 한국의 바투가 안드레이와 알렉산더 네프스키를 대신 몽골의 카라코룸으로 보냈다. 구유크는 안드레이를 블라디미르와 수즈달 대공으로, 알렉산더 네브스키를 키예프 대공으로 책봉하여 되돌려보냈다.
남송 원정군의 일부는 만호 사권(史權)이 이끄는 군사는 남송의 회남(淮南)을 차지하고, 관서(關寨)를 공격하여 함락시킨 뒤 황주(黃州)를 함락시켰다. 그는 수시로 남송 원정군의 전황을 보고받았다. 1247년 봄 장군 장유(張柔)를 보내 사천성을 공략하게 했다. 그해 여름 유흑합속(淮黑哈速)에 피서를 다녀왔고, 서방 영토를 순행하였다.
구유크는 이란 지역 원정군 총사령관 바이주를 해임하고 자신의 측근 엘지기데이를 대신 파견, 이란 원정군 사령관에 임명하였다.

#### 티베트, 아르메니아의 귀순
1247년 귀위크는 엘리기데이를 보내, 서부 페르시아에 남아 있던 니룬 바이주에게 페르시아 원정을 계속할 것을 지시했다. 니룬부족 출신 바이주의 페르시아 원정은 귀위크의 죽음으로 취소된다.
1247년 티베트 족의 종교계 지도자 인 사카야 판 디타 공가 길트 센이 몽골의 황자이자 귀유크 칸의 동생인 서량왕(西凉王) 코단(阔端)에게 귀순해왔다. 코단은 이들에게 량주(凉州, 중국 간쑤성 우웨이시)에 정착하는 조건을 내세웠고 티베트 귀족들은 받아들였다. 또한 티베트에서는 자발적으로 몽골의 종주권을  인정하고 티베트 귀족들 일부를 량주 일대에 정착시키는 것과, 몽골의 대칸에게 공물을 바치는 조건을 수용했다. 이후 티베트는 몽골제국의 치하에 들어갔고, 이를 량주회맹(凉州会盟)이라 한다.
1247년 킬리키아 아르메니아의 헤툼 1세는 동생 셈파드를 카라코룸의 몽골 조정에 보내 킬리키아 아르메니아가 몽골 제국에 조공을 바칠 것을 정식으로 서면으로 제출했다. 구유크 칸은 셈파드를 환대한 후 되돌려보냈다. 아르메니아의 자발적인 항복으로 인해 셈파드는 귀위크 칸으로부터 몽골인 아내를 받았고, 그의 왕국은 세금을 감면받았다.
또한 1248년 룸 술탄국의 사절의 고변으로을 술탄 카이카우스 2세를 폐위시키고 그의 동생 클루치 아르슬란 4세를 새로운 술탄으로 임명하기도 했다.

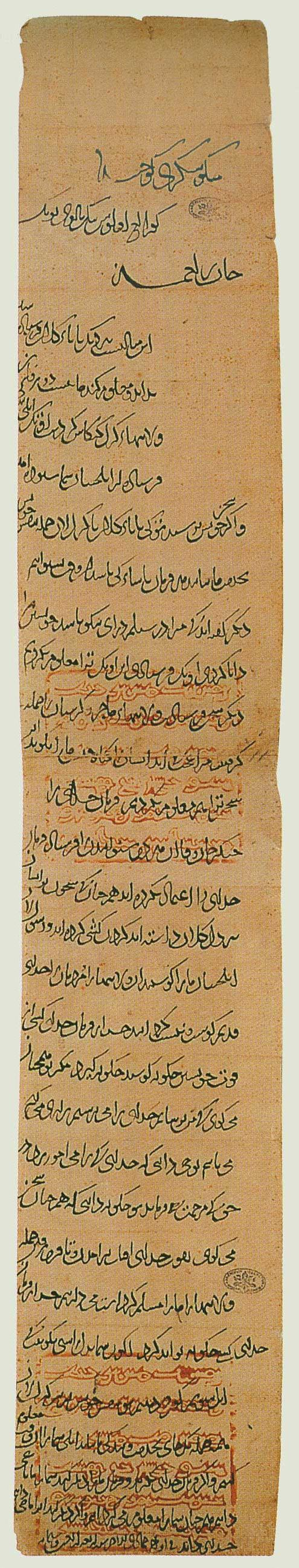
귀위크 칸의 인노첸시오 4세에게 보낸 국서(페르시아어, 바티칸 도서관 소장)

### 생애 후반

#### 만년
귀위크 칸은 체력이 병약하였다. 그러나 술을 좋아하여 그의 건강은 악화되었다. 귀위크 칸은 관절염과 고혈압에 시달리고 있었는데, 알콜중독에 빠지게 되었다. 과도한 주색으로 만년에는 정무를 제대로 볼 수 없었으며, 손과 발이 자주 마비되기도 했다. 측근인 위구르인 재상 친친카이(田鎭海), 몽골인 카다쿠 등에게 위임, 이들이 대신 정무를 주관하였다. 귀위크 칸의 개인 가정교사이기도 했던 카다쿠는 네스토리우스파 기독교도이며, 그의 영향도 있어 귀위크 칸의 통치 아래 몽골 제국에서 기독교는 어느정도 공인받았다.
카안인 귀위크는 1246년 차가타이 울루스의 칸 카라 훌레구를 해임하고 차가타이의 제 5남인 예수 몽케로 하여금 차가타이 울루스을 다스리게 하였다.

1247년 음력 7월 귀위크는 고려 조정에 사신을 보내 항복을 요구했으나, 고려 조정에서는 이를 거절했다. 귀위크는 고려의 몽골 종주권 인정 및 카라코룸 입조, 고려 정부가 강화도에서 나올 것을 요구하며 아모간(阿母侃)에게 군사를 보내 고려를 치게 하였다. (→제4차 고려-몽골 전쟁) 1247년 음력 7월 아모간은 고려의 염주에 도착, 진을 치다가 예성강을 타고 강화도 근처로 와서 고려의 천도를 요구했다. 귀유크는 사신을 보내 고려 고종에게 강화도에서 개경으로 천도하라고 요구했고, 고려 고종은 거절했다. 아모간의 군대는 1250년까지 고려의 서북 지역을 약탈하였다.
바투는 1237년 이후의 서방 원정에서 모욕당한 이후 그에게 적대감을 품고, 칸으로 인정하지 않았고, 소르칵타니 베키는 바투에게 수시로 사람을 보내 오고타이계 일가의 동태를 전달했다. 소르칵타니는 구유크가 바투를 공격할 것이라는 정보를 사전에 알려주었다. 킵차크 한국의 칸이자 샤이반 울루스를 다스리던 샤이반과도 대립하였다. 샤이반과의 언쟁 중 고혈압이 악화되어 병석에 눕게 됐다. 기욤 드 뤼브룩에 의하면 귀위크와 샤이반의 격한 싸움이 그의 사망 원인이 되었다고 한다.

#### 바투 정벌 준비와 최후
지병 고혈압에, 과음으로 쇠약해진 그는 정무를 제대로 주관하지 못하고 신하들에게 위임해서 처리했다. 바티칸의 카르피니는 그에 대해 적당히 지적이고, 매우 교활하고, 진지하고 오만한 인물이라는 평을 남겼다.
1247년 8월 귀위크는 장군 이루지기데이에게 군사를 주어 페르시아 원정군을 편성, 이란으로 보냈다. 그해 9월 구문타르를 순행하고 돌아왔다. 10월 관료들에게 명하여 인구 수를 조사하게 했다. 1248년 봄 귀위크는 제2차 서방 원정대를 다시 편성하고, 바투 등에게 지휘를 맡겼다. 그러나 바투는 응하지 않았고 귀위크는 직접 바투를 치러 군사를 이끌고 킵차크 한국으로 출발했다. 귀위크는 다시 바투에게 소환령을 내렸고, 바투는 응하지 않고 대군을 이끌고 출발했다. 귀위크는 질병 치료를 목적으로 서행(西行)한다는 이유로 대군을 이끌고 출발했다. 혹은 서방의 새 영지를 방문한다는 이유를 댔다고도 한다. 1248년 3월 당시 귀위크는 병으로 요양중이었다.
소르칵타니 베키는 귀위크가 군사를 일으켜 킵차크 한국을 치려 한다고 바투에게 급히 알려주었고, 귀위크의 거병 소식을 접한 바투는 군사를 이끌고 볼가강을 건너 동쪽으로 향했다.
귀위크는 1248년 4월 루스 지역으로 가던 도중에 자신의 몫으로 분배된 영지 비슈바리쿠(橫相乙兒) 방면, 현재의 신장 위구르 자치구 북쪽 칭허 현의 동남쪽 근처에서 갑자기 사망했다. 몸이 병약했던 귀유크는 지나친 음주로 건강을 잃었다. 그의 갑작스러운 죽음에 대해서는 질병과 알콜중독 합병증이라는 설이 있고, 과로사라는 설이 있다. 일설에는 툴루이의 처 소르칵타니 베키 또는 바투가 보낸 자객에 의해 암살되었다는 설이 있다. 다른 설에는 독약에 중독되어 사망했다는 설도 있다. 바투는 귀위크와 갈등하면서 암암리에 몽케에게 사람을 보내 차기 대칸이 되어보라고 권고했다. 소르칵타니 베키는 바투에게 귀위크 및 카안 울루스의 동태를 수시로 알려주었고, 귀위크가 바투를 공격하려는 것 역시 소르칵타니가 바투에게 미리 알려주었다.
귀위크의 갑작스러운 죽음으로 몽골의 제2차 유럽 원정은 전면 취소되었고, 고려 강화도 앞까지 갔던 몽골군 역시 퇴각하였다.

### 사망 이후
귀위크는 후계자 혹은 예비 후계자를 내정하지 못했고, 이는 오고타이 가문과 툴루이 가문 후손들 사이에 차기 칸위를 놓고 다투는 원인이 된다. 귀위크의 갑작스러운 죽음에 시중에서는 독살설, 자객 암살설 등이 돌기도 했다.
귀위크의 칸 즉위 이후 바투와의 대립은 더욱 격화되어 1248년에는 전쟁 직전까지 치달았지만 그 해 3월/4월에 귀위크가 사망 하여 무산됐다. 그는 후계자를 지명하지 못하여 오굴 카미시는 시레문을 그의 후계자로 내세웠다. 그 이후 바투는 툴루이의 왕비 소르칵타니와 손 잡고 다시 오고타이 칸계 와 분쟁했다. 귀위크와 갈등하던 주치 가문에서 툴루이 가문의 편을 지지하면서, 칸위는 툴루이 가문으로 넘어가게 된다. 바투는 1251년에 쿠릴타이를 통하여 툴루이의 장남 묑케가 카안에 오르도록 도왔다.
바투는 생애 초기부터 귀위크와 사이가 좋지 않아, 바투의 장례식 참석을 거부했다. 귀위크가 죽자 바투는 오고타이 가문과 싸울 계획으로 쿠릴타이를 준비했으나 오고타이 가문 왕족, 차가타이 가문 왕족 다수가 참여를 거부했다. 차가타이 가문의 바라크만이 참여하여 쿠릴타이는 무산되었다.
귀위크의 미망인 오굴 카이미쉬가 귀위크의 이복 아우 코추(闊出)의 장자이자 우구데이 칸이 후계자로 낙점해두었던 시레문(失烈門) 을 외게데이계 칸으로 옹립하려고 모의하다 발각됐다. 몽케 칸와 소르칵타니는 애초에는 관용적이었으나 툴루이계와 부하 일당의 주장으로, 결국 시레문 을 처형하고, 시레문의 생모를 물에 던졌으며, 오굴 카이미쉬는 몽케 칸이 친국, 나체 고문 끝에 펠트에 말아 강물에 던져 죽였다. 이때 몽케 칸은 오고타이계 왕자와 측근 77명 이상을 처형했다 한다. 아들 호자, 나쿠 등은 선대 칸의 아들, 혹은 어리다는 이유로 죽음을 면하고 카라코룸의 서부로 추방되었다.
1266년 10월 쿠빌라이 칸이 태묘를 세우면서 묘호는 정종, 시호는 간평황제로 추서되었다. 쿠빌라이 카안은 사당을 세울 때 귀위크 칸을 오고타이 카안, 툴루이의 다음에 배치했다.

## 기타
그의 치세에 대해 청나라의 필원의 속자지통감, 위원의 원사신편에는 그의 치세에 가뭄이 심했고, 풀도 마르고, 말과 소가 죽고, 사람들도 죽고 황폐해졌다는 평가를 내렸다.

## 기년
| 귀위크 칸           | 원년       | 2년        | 3년        |
| 서력                | 1246년     | 1247년     | 1248년     |
| 육십간지 (六十干支) | 병오(丙午) | 정미(丁未) | 무신(戊申) |

## 가족 관계
페르시아계 사서 집사와 중국계 사서 원사에는 그의 아들이 3명의 이름만이 전한다. 페르시아의 사서 집사에는 그의 세 아들 중 호자 오루구와 뇌홀은 오굴 카미시 카툰의 소생이라 한다. 화홀은 몽골어로 방울새라는 뜻이다.
그의 후궁 중 1명인 나이만부 출신 내마진 황후는 생모 퇴레게네 카툰의 여동생으로, 귀위크의 이모였다.
- 조부 : 태조 철목진(太祖 鐵木眞) : 몽골 제국의 초대 대칸
- 조모 : 광헌익성황후 홍길랄씨(光獻翼聖皇后 弘吉剌氏)
  - 부황 : 태종 와활태(太宗 窩闊台) : 몽골 제국의 2대 대칸
  - 모후 : 소자황후 내마진씨(昭慈皇后 乃馬眞氏)
    - 황비 : 원비 멸아걸씨(元妃 蔑兒乞氏), 오울 헤이미시(烏兀兒 黑迷失)
    - 황후 : 미상(未詳)
    - 황후 : 미상(未詳)
    - 황후 : 흠숙황후 알올립씨(欽淑皇后 斡兀立氏), 오굴 카이미시(斡兀立 海迷失)
      - 장남 : 홀찰 태자(忽察 太子)
      - 차남 : 뇌홀 태자(腦忽 太子)[17]

    - 황후 : 내만진 황후 내마진씨(乃蠻眞 皇后 乃馬眞氏), 어머니 퇴레게네 카툰 내마진씨의 자매로, 귀위크의 이모였다.
      - 3남 : 남평왕 화홀(南平王 禾忽)

    - 황비 : 미상(未詳)
      - 장녀 : 고창공주 파파합이(高昌公主 巴巴哈爾) : 생모미상(生母未詳)
      - 부마 : 역도호화적합아적근(亦都護火赤哈兒的斤)
      - 차녀 : 조국대장공주 엽리미실(趙國大長公主 葉里迷失) : 생모미상(生母未詳)
      - 부마 : 조충양왕 군불화(趙忠襄王 君不花)

### 족보
|  |                                |  |  |  |  |  |  |  |  |  |  |  |  |  |  |  |
|  | 16. 보르지긴 바르탄 바가투르   |  |  |  |  |  |  |  |  |  |  |  |  |  |  |  |
|  |                                |  |  |  |  |  |  |  |  |  |  |  |  |  |  |  |
|  |                                |  |  |  |  |  |  |  |  |  |  |  |  |  |  |  |
|  | 8. 보르지긴 예수게이 바가투르  |  |  |  |  |  |  |  |  |  |  |  |  |  |  |  |
|  |                                |  |  |  |  |  |  |  |  |  |  |  |  |  |  |  |
|  |                                |  |  |  |  |  |  |  |  |  |  |  |  |  |  |  |
|  | 17.수니굴 카툰                 |  |  |  |  |  |  |  |  |  |  |  |  |  |  |  |
|  |                                |  |  |  |  |  |  |  |  |  |  |  |  |  |  |  |
|  |                                |  |  |  |  |  |  |  |  |  |  |  |  |  |  |  |
|  | 4. 보르지긴 테무친 칭기즈 카간 |  |  |  |  |  |  |  |  |  |  |  |  |  |  |  |
|  |                                |  |  |  |  |  |  |  |  |  |  |  |  |  |  |  |
|  |                                |  |  |  |  |  |  |  |  |  |  |  |  |  |  |  |
|  | 9. 올코노드 호엘룬             |  |  |  |  |  |  |  |  |  |  |  |  |  |  |  |
|  |                                |  |  |  |  |  |  |  |  |  |  |  |  |  |  |  |
|  |                                |  |  |  |  |  |  |  |  |  |  |  |  |  |  |  |
|  | 2. 보르지긴 우구데이 카간      |  |  |  |  |  |  |  |  |  |  |  |  |  |  |  |
|  |                                |  |  |  |  |  |  |  |  |  |  |  |  |  |  |  |
|  |                                |  |  |  |  |  |  |  |  |  |  |  |  |  |  |  |
|  | 10. 온기라트 데이세첸          |  |  |  |  |  |  |  |  |  |  |  |  |  |  |  |
|  |                                |  |  |  |  |  |  |  |  |  |  |  |  |  |  |  |
|  |                                |  |  |  |  |  |  |  |  |  |  |  |  |  |  |  |
|  | 5. 온기라트 보르테 우진 카툰   |  |  |  |  |  |  |  |  |  |  |  |  |  |  |  |
|  |                                |  |  |  |  |  |  |  |  |  |  |  |  |  |  |  |
|  |                                |  |  |  |  |  |  |  |  |  |  |  |  |  |  |  |
|  | 11. 초탄                       |  |  |  |  |  |  |  |  |  |  |  |  |  |  |  |
|  |                                |  |  |  |  |  |  |  |  |  |  |  |  |  |  |  |
|  |                                |  |  |  |  |  |  |  |  |  |  |  |  |  |  |  |
|  | 1. 보르지긴 귀위크 카간        |  |  |  |  |  |  |  |  |  |  |  |  |  |  |  |
|  |                                |  |  |  |  |  |  |  |  |  |  |  |  |  |  |  |
|  |                                |  |  |  |  |  |  |  |  |  |  |  |  |  |  |  |
|  | 3. 나이만 퇴레게네 카툰        |  |  |  |  |  |  |  |  |  |  |  |  |  |  |  |
|  |                                |  |  |  |  |  |  |  |  |  |  |  |  |  |  |  |
|  |                                |  |  |  |  |  |  |  |  |  |  |  |  |  |  |  |

## 같이 보기
- 몽케 칸
- 우구데이 칸
- 칭기즈 칸의 가계나무
- 칭기즈 칸

## 참고 서적
- ʿAlāʾ-al-Din ʿAṭā Malek Jovayni, tr. John A. Boyle, The History of the World-Conqueror, 2 vols., Manchester, 1958.
- 『두산백과』의 항목들: 구유크 칸, 포선만노.
- 르네 그루쎄 씀, 김호동·유원수·정재훈 옮김, 『유라시아 유목제국사』, 사계절, 1998.
- 스기야마 마사아키 지음, 임대희·김장구·양영우 옮김, 『몽골 세계제국』, 신서원, 1999.
- 윤은숙, 『몽골제국의 만주 지배사』, 소나무, 2010.
- 김호동, 「구육(정종)과 그의 시대」, 『근세 동아시아의 국가와 사회』, 서울대학교 동양사학연구실편, 지식산업사, 87-132쪽.